# Della Jones
Della Jones (født 13. april 1946) er en walisisk mezzosopran, der især er kendt for sine fortolkninger af værker af Händel, Mozart, Rossini, Gaetano Donizetti og Britten.